# علی‌نقی کمره‌ای
علی‌نقی بن ابوالعلاء کمره‌ای همچنین مشهور به شیخ نقی/علینقی کمره‌ای (۱۵۴۶–۱۶۲۱م) نویسنده و شاعر ایرانی عصر اول صفوی بود.

## زندگی
علی‌نقی بن ابوالعلاء کمره‌ای در سال ۹۵۳ق/۱۵۴۶م در خانواده‌ای دین‌مدار در کمره (در شهرستان خمین کنونی) زاده شد. در کاشان به تحصیل پرداخت. در سرودن انوع شعر به‌ویژه ماده‌تاریخ در زمان پادشاهی عباس یکم شهرت یافت و نزد او گرامی داشته می‌شد، کمره‌ای نیز در مدح او و حاتم‌بیگ اعتمادالدوله سروده‌است. کمره‌ای سپس از نزدیکان اعتمادالدوله گشت، با وحشی بافقی، محتشم کاشانی، میرداماد و شیخ بهائی معاشرت‌هایی نیز داشته‌است.

کمره‌ای در سال ۱۰۳۰ق/۱۶۲۱م در ۷۸ سالگی در اصفهان درگذشت؛ ماده‌تاریخ آن از نظمی تبریزی:
| الحق از دولت شیرین‌سخنی    |  | قدر شعر و ادب افزود نقی  |
| همچو خورشید، کله گوشهٔ خود |  | از فضیلت، به فلک سود نقی |
| از سرای ستم‌آباد جهان      |  | راه آن خانه چو پیمود نقی |
| فاضلی گفت پی تاریخش:      |  | مرد پاکیزه‌صفت بود نقی    |

## شعر او
دیوان اشعار او بیش از چهار هزار بیت قصیده، غزل و رباعی است با مقدمه‌ای به نثر. بر پایهٔ بررسي  ذبیح‌الله صفا «وی را همهٔ نویسندگان احوالش به نیک‌خویی و صفا و انصاف و نیک‌رفتاری با خاص و عام وصف کرده و سلیقه‌اش را در سخنوری ستوده‌اند.» و بنا به دیدگاه او، «سخنش روان و دور از ابهام‌ها و تعقیدهای لفظی و معنوی است مقصود خود را به سادگی و رها از هرگونه تکلف بیان می‌کند. هم قصیده‌سراست و هم غزل‌گوی، واگرچه تعلیمات مدرسه‌ای او در کلامش بی‌تأثیر نمانده‌است ولی در غزلش شور و حال و بیت‌های مضمون‌دار پرمعنی بسیار است.» قصایدش در مدح پیامبر اسلام و امامان شیعه و عباس یکم و حاتم‌بیگ، مرشد قلی‌خان و امام‌قلی‌خان و بعضی از سران صفوی معاصرش است.

## آثار
- حدوث العالم
- مناسک حج
- همم الثواقب
- دیوان اشعار: که شامل غزل، قصیده، قطعه، رباعی ترکیب‌بند و مراثی است.[۱]